# شهرستان پمبینا (داکوتای شمالی)
شهرستان پمبینا، داکوتای شمالی (به انگلیسی: Pembina County, North Dakota) یک سکونتگاه مسکونی در ایالات متحده آمریکا است که در داکوتای شمالی واقع شده‌است.

## خصوصیات
شهرستان پمبینا ۲٬۹۰۵٫۹۸ کیلومترمربع مساحت دارد.